# فرودگاه پالرمو بوکادیفالکو
 فرودگاه پالرمو بوکادیفالکو (به انگلیسی: Palermo-Boccadifalco Airport) (به زبان بومی: Emanuele Notarbartolo Airport) یک فرودگاه همگانی است که یک باند فرود آسفالت دارد و طول باند آن ۱۲۲۰ متر است. این فرودگاه در کشور ایتالیا قرار دارد و در ارتفاع ۱۰۵ متری از سطح دریا واقع شده است.